# 施瓦讷贝克
施瓦讷贝克（德語：Schwanebeck，發音：[ˈʃvaːnəbɛk] ⓘ）是德国萨克森-安哈尔特州哈茨县的城市，面积32.66平方千米，2023年12月31日人口为2,437人。